# باشگاه فوتبال کوپیون پالوسئورا
باشگاه فوتبال کوپیون پالوسئورا (فنلاندی: Kuopion Palloseura) یک باشگاه فوتبال در شهر کوئوپیو، فنلاند است.
این باشگاه که در سال ۱۹۲۳ تأسیس شده سابقه ۶ قهرمانی در لیگ برتر فوتبال فنلاند را در کارنامه دارد.